# Acanthocyclops parasensitivus
Acanthocyclops parasensitivus – gatunek słodkowodnego widłonoga z rodziny Cyclopidae. Po raz pierwszy został opisany w 1998 roku przez amerykańską biolog Janet W. Reid z Narodowego Muzeum Historii Naturalnej w Waszyngtonie (część Smithsonian Institution). Miejsce typowe to Jug Bay Wetlands Sanctuary, Lothian, hrabstwo Anne Arundel, Maryland, USA. Gatunek ten jest bardzo podobny do eurazjatyckiego Acanthocyclops sensitivus, stąd jego nazwa.